# Турійська селищна рада
Турі́йська селищна рада Турійської селищної територіальної громади (до 2017 року — Турійська селищна рада Турійського району Волинської області) — орган місцевого самоврядування Турійської селищної територіальної громади Волинської області. Розміщення — селище міського типу Турійськ.

## Склад ради
Рада складається з 26 депутатів та голови.
Перші вибори депутатів ради та голови громади відбулись 29 жовтня 2017 року. Було обрано 25 з 26 депутатів ради, з них (за суб'єктами висування): самовисування — 8 мандатів, Всеукраїнське об'єднання «Батьківщина» — 4, БПП «Солідарність», УКРОП та «Наш край» — по 3, Громадянська позиція — 2, Аграрна партія України та Всеукраїнське об'єднання «Свобода» — по 1 депутатові.
Головою громади обрали члена та висуванця БПП «Солідарність» Олексія Безсмертного.
19 листопада 2017 року, повторним голосуванням, було обрано депутата-самовисуванця від 12 одномандатного виборчого округу.

## Історія
До 10 листопада 2017 року — адміністративно-територіальна одиниця в Турійському районі Волинської області з підпорядкуванням смт Турійськ, територією 8,74 км² та населенням 5 754 особи (станом на 1 січня 2013 року).
Рада складалась з 32 депутатів та голови.

### Керівний склад попередніх скликань
| Прізвище, ім'я, по батькові     | Основні відомості                                                | Дата обрання | Дата звільнення |
| ------------------------------- | ---------------------------------------------------------------- | ------------ | --------------- |
| Безсмертний Олексій Миколайович | Селищний голова, 1963 року народження, освіта вища               | 26.03.2006   | 31.10.2010      |
| Безсмертний Олексій Миколайович | Селищний голова, 1963 року народження, освіта вища, безпартійний | 31.10.2010   |                 |

Примітка: таблиця складена за даними сайту Верховної Ради України

### Депутати
За результатами місцевих виборів 2010 року депутатами ради стали:

#### За суб'єктами висування
| Суб'єкт висування                                   | Кількість обраних депутатів | %    |
| --------------------------------------------------- | --------------------------- | ---- |
| Самовисування                                       | 21                          | 65,6 |
| Політична партія «Сильна Україна»                   | 5                           | 15,6 |
| Народна партія                                      | 3                           | 9,4  |
| Народно-демократична партія (НДП)                   | 1                           | 3,1  |
| Політична партія Всеукраїнське об'єднання «Свобода» | 1                           | 3,1  |
| Соціалістична партія України                        | 1                           | 3,1  |

#### За округами
| № округу                                            | Прізвище, ім'я, по батькові     | Дата визнання обраним | Освіта             | Партійна приналежність                        | Відомості про обраного депутата                                                         |
| --------------------------------------------------- | ------------------------------- | --------------------- | ------------------ | --------------------------------------------- | --------------------------------------------------------------------------------------- |
| Народна Партія                                      |                                 |                       |                    |                                               |                                                                                         |
| 16                                                  | Борис Надія Володимирівна       | 03.11.2010            | середня спеціальна | член Народної партії                          | Турійська районна друкарня, головний бухгалтер                                          |
| 31                                                  | Михальська Валентина Миколаївна | 03.11.2010            | середня спеціальна | позапартійна                                  | Турійська санепідемстанція, головний бухгалтер                                          |
| 32                                                  | Нечай Наталія Василівна         | 03.11.2010            | вища               | член Народної партії                          | Державна інспекція з контролю за цінами у Волинській області, головний держцінінспектор |
| Народно-демократична партія (НДП)                   |                                 |                       |                    |                                               |                                                                                         |
| 12                                                  | Кривда Любов Григорівна         | 03.11.2010            | середня спеціальна | член Народно-демократичної партії (НДП)       | Турійська районна лікарня, старша медсестра                                             |
| Політична партія Всеукраїнське об'єднання «Свобода» |                                 |                       |                    |                                               |                                                                                         |
| 13                                                  | Приступа Роман Іванович         | 03.11.2010            | вища               | член Всеукраїнського об'єднання «Свобода»     | ТзОВ «Величе», верстатник                                                               |
| Політична партія «Сильна Україна»                   |                                 |                       |                    |                                               |                                                                                         |
| 3                                                   | Яковініч Ігор Іванович          | 03.11.2010            | вища               | член Політичної партії «Наша Україна»         | Турійська районна рада, головний спеціаліст                                             |
| 5                                                   | Данилюк Руслана Миколаївна      | 03.11.2010            | вища               | член Політичної партії «Сильна Україна»       | підприємець                                                                             |
| 7                                                   | Марчук Юрій Захарович           | 03.11.2010            | середня спеціальна | член Політичної партії «Сильна Україна»       | Турійська районна лікарня, рентгенолог                                                  |
| 8                                                   | Приступа Анатолій Володимирович | 03.11.2010            | вища               | член Політичної партії «Сильна Україна»       | Турійське відділення Ковельської МДПІ, старший державний податковий інспектор           |
| 29                                                  | Маліновський Микола Іванович    | 03.11.2010            | вища               | член Політичної партії «Сильна Україна»       | підприємець                                                                             |
| Соціалістична партія України                        |                                 |                       |                    |                                               |                                                                                         |
| 6                                                   | Коптюк Микола Григорович        | 03.11.2010            | середня спеціальна | позапартійний                                 | Турійський відділ освіти, водій                                                         |
| Самовисування                                       |                                 |                       |                    |                                               |                                                                                         |
| 1                                                   | Кирюхіна Людмила Іванівна       | 03.11.2010            | середня спеціальна | член Політичної партії «Наша Україна»         | Турійська селищна рада, начальник ВОС                                                   |
| 2                                                   | Антонюк Юрій Миколайович        | 03.11.2010            | середня спеціальна | позапартійний                                 | Турійський ЖКП, головний інженер                                                        |
| 4                                                   | Василюк Володимир Васильович    | 03.11.2010            | середня спеціальна | член Партії «ВІДРОДЖЕННЯ»                     | залізнична станція Турійськ, начальник залізничної станції Турійськ                     |
| 9                                                   | Дудар Юрій Леонідович           | 03.11.2010            | вища               | позапартійний                                 | Турійська райдержадміністрація, головний спеціаліст апарату                             |
| 10                                                  | Міндер Лариса Віталіївна        | 03.11.2010            | вища               | член Народної партії                          | Турійський будинок дитячої творчості, директор                                          |
| 11                                                  | Шемейко Алла Миколаївна         | 03.11.2010            | середня спеціальна | член Партії «Реформи і порядок»               | Турійська районна бібліотека, бібліотекар                                               |
| 14                                                  | Мазурак Петро Михайлович        | 03.11.2010            | вища               | член Всеукраїнського об'єднання «Батьківщина» | Турійська загальноосвітня школа І-ІІІ ст., директор                                     |
| 15                                                  | Лучко Лідія Андріївна           | 03.11.2010            | вища               | позапартійна                                  | управління праці та соцзахисту Турійської РДА, головний бух галтер                      |
| 17                                                  | Козачук Василь Іванович         | 03.11.2010            | вища               | позапартійний                                 | підприємець                                                                             |
| 18                                                  | Беляновська Галина Ісаківна     | 03.11.2010            | незакінчена вища   | позапартійна                                  | Державна інспекція захисту рослин, провідний спеціаліст                                 |
| 19                                                  | Ковальчук Алла Олександрівна    | 03.11.2010            | вища               | позапартійна                                  | Турійська райдержадміністрація, головний спеціаліст загального відділу апарату          |
| 20                                                  | Горніч Олександр Антонович      | 03.11.2010            | середня спеціальна | член Всеукраїнського об'єднання «Батьківщина» | тимчасово не працює                                                                     |
| 21                                                  | Захарків Аліна Григорівна       | 03.11.2010            | вища               | позапартійна                                  | Турійська райдержадміністрація, начальник загального відділу апарату                    |
| 22                                                  | Мороз Петро Юрійович            | 03.11.2010            | вища               | член Народної партії                          | управління ветеринарної медицини в Турійському районі, провідний спеціаліст             |
| 23                                                  | Сичик Тамара Федорівна          | 03.11.2010            | середня спеціальна | позапартійна                                  | Турійська селищна рада, спеціаліст                                                      |
| 24                                                  | Міщук Ганна Григорівна          | 03.11.2010            | середня спеціальна | позапартійна                                  | Турійська райсанепідемстанція, помічник лікаря з гігієни харчування                     |
| 25                                                  | Бортнічук Євгенія Денисівна     | 03.11.2010            | середня спеціальна | позапартійна                                  | управління Пенсійного фонду у Турійському районі, головний спеціаліст                   |
| 26                                                  | Король Микола Петрович          | 03.11.2010            | вища               | член Політичної партії «Наша Україна»         | управління ветеринарної медицини в Турійському районі, головний спеціаліст              |
| 27                                                  | Охрімович Роман Леонідович      | 03.11.2010            | вища               | позапартійний                                 | у підприємця Данилюка М. В., менеджер з продаж                                          |
| 28                                                  | Остапюк Софія Арсенівна         | 03.11.2010            | вища               | позапартійна                                  | Кульчинська загальноосвітня школа І-ІІІ ст., заступник директора                        |
| 30                                                  | Тарасюк В'ячеслав Володимирович | 03.11.2010            | вища               | позапартійний                                 | Турійська селищна рада, спеціаліст                                                      |